# Jón Arnar Magnússon
Jón Arnar Magnússon (Selfoss, 28 luglio 1969) è un ex multiplista islandese.

## Biografia
Magnússon ha disputato la sua prima competizione nel 1985 a livello regionale vincendo alcuni titoli. Ha esordito a livello internazionale nel 1988 in Canada nel corso dei Mondiali juniores, senza finire la gara di decathlon. Nel 1994 ha debuttato con la nazionale seniores agli Europei in Finlandia, dopo alcuni anni spesi a studiare negli Stati Uniti. Nel 1996 ha vinto la sua prima medaglia internazionale in Svezia agli Europei indoor prima di prendere parte ai Giochi olimpici di Atlanta 1996, terminando dodicesimo. Magnússon ha partecipato ancora a due edizioni delle Olimpiadi a Sydney 2000 e ad Atene 2004, senza però portare a termine le gare. Nel 1997 ha vinto una medaglia di bronzo mondiale a Parigi ai Mondiali indoor a cui ha fatto seguito, nel 2001, quella d'argento nell'edizione in Portogallo, alle spalle del ceco Roman Šebrle.
Vincitore di numerosi titoli nazionali nei vari eventi delle prove multiple, oltre ai successi ai Giochi dei piccoli stati d'Europa o i Campionati nordici ed alle vittorie all'Hypomeeting in Austria, Magnússon detiene il record nazionale nelle corse ad ostacoli e nel salto in lungo, oltre che nel decathlon e nell'eptathlon. È stato detentore del record nazionale anche dei 100 e 200 metri piani.
Ritiratosi dalle competizioni nel 2007, ha ancora disputato qualche gara master o dimostrativa negli anni a seguire.
Entrambi i suoi figli, Tristan e Krister, sono atleti.

## Palmarès
| Anno | Manifestazione                   | Sede             | Evento           | Risultato | Prestazione | Note |
| ---- | -------------------------------- | ---------------- | ---------------- | --------- | ----------- | ---- |
| 1988 | Mondiali U20                     | Sudbury          | Decathlon        | dnf       | dnf         |      |
| 1994 | Europei                          | Helsinki         | Decathlon        | dnf       | dnf         |      |
| 1995 | Mondiali indoor                  | Barcellona       | Salto in lungo   | 28º (q)   | 7,32 m      |      |
| 1995 | Mondiali                         | Göteborg         | Decathlon        | dnf       | dnf         |      |
| 1996 | Europei indoor                   | Stoccolma        | Eptathlon        | Bronzo    | 6069 p.     |      |
| 1996 | Giochi olimpici                  | Atlanta          | Decathlon        | 12º       | 8274 p.     |      |
| 1997 | Mondiali indoor                  | Parigi           | Eptathlon        | Bronzo    | 6145 p.     |      |
| 1997 | Giochi dei piccoli stati europei | Reykjavík        | 110 m hs         | Oro       | 13"91       |      |
| 1997 | Giochi dei piccoli stati europei | Reykjavík        | Salto in lungo   | Oro       | 7,96 m      |      |
| 1997 | Mondiali                         | Atene            | Decathlon        | dnf       | dnf         |      |
| 1998 | Europei indoor                   | Valencia         | Eptathlon        | 5º        | 6170 p.     |      |
| 1998 | Europei                          | Budapest         | Decathlon        | 4º        | 8552 p.     |      |
| 1999 | Mondiali indoor                  | Maebashi         | Eptathlon        | 5º        | 6293 p.     |      |
| 1999 | Giochi dei piccoli stati europei | Vaduz            | Salto in lungo   | Oro       | 7,64 m      |      |
| 1999 | Mondiali                         | Siviglia         | Decathlon        | dnf       | dnf         |      |
| 2000 | Europei indoor                   | Gand             | Eptathlon        | dnf       | dnf         |      |
| 2000 | Giochi olimpici                  | Sydney           | Decathlon        | dnf       | dnf         |      |
| 2001 | Mondiali indoor                  | Lisbona          | Eptathlon        | Argento   | 6233 p.     |      |
| 2001 | Giochi dei piccoli stati europei | Serravalle       | 110 m hs         | Oro       | 14"43       |      |
| 2001 | Giochi dei piccoli stati europei | Serravalle       | Salto in lungo   | Oro       | 7,41 m      |      |
| 2001 | Giochi dei piccoli stati europei | Serravalle       | Getto del peso   | Oro       | 15,71 m     |      |
| 2001 | Giochi dei piccoli stati europei | Serravalle       | Lancio del disco | Bronzo    | 46,40 m     |      |
| 2001 | Mondiali                         | Edmonton         | Decathlon        | dnf       | dnf         |      |
| 2002 | Europei indoor                   | Vienna           | Eptathlon        | 4º        | 5996 p.     |      |
| 2002 | Europei                          | Monaco           | Decathlon        | 4º        | 8238 p.     |      |
| 2003 | Mondiali indoor                  | Birmingham       | Eptathlon        | 4º        | 6185 p.     |      |
| 2003 | Mondiali                         | Saint-Denis      | Decathlon        | dnf       | dnf         |      |
| 2004 | Mondiali indoor                  | Budapest         | Eptathlon        | 7º        | 5993 p.     |      |
| 2004 | Giochi olimpici                  | Atene            | Decathlon        | dnf       | dnf         |      |
| 2005 | Giochi dei piccoli stati europei | Andorra la Vella | 110 m hs         | Argento   | 15"13       |      |
| 2005 | Giochi dei piccoli stati europei | Andorra la Vella | Salto in lungo   | Bronzo    | 7,30 m      |      |
| 2005 | Giochi dei piccoli stati europei | Andorra la Vella | 4×100 m          | Bronzo    | 42"90       |      |